# Stepan Bandera
Vous lisez un « bon article » labellisé en 2019.
Pour les articles homonymes, voir Bandera.
Stepan Andriïovytch Bandera (en ukrainien : Степа́н Андрі́йович Банде́ра), né le 1er janvier 1909 dans la province de Kalouch (alors dans l’Empire austro-hongrois, aujourd'hui à l’extrême-ouest de l’Ukraine) et mort empoisonné le 15 octobre 1959 à Munich (Allemagne de l'Ouest), est un collaborateur et homme politique nationaliste ukrainien.
Il est l'un des dirigeants de l'Armée insurrectionnelle ukrainienne (UPA) et le chef de file de l'Organisation des nationalistes ukrainiens (OUN-B), à tendance fasciste. Dans sa lutte pour l'indépendance de l'Ukraine contre la Pologne et l'Union soviétique, il collabore avec l'Allemagne nazie en créant la Légion ukrainienne, sous commandement de la Wehrmacht.
Le 30 juin 1941, à Lviv, il proclame l'indépendance de l'Ukraine avec Iaroslav Stetsko. Cette proclamation étant rejetée par l'occupant allemand, il est arrêté le 5 juillet 1941 et envoyé l’année suivante au camp de Sachsenhausen, dans le quartier des hautes personnalités politiques. Libéré en septembre 1944, il se retourne à nouveau contre l'Armée rouge et demande des armes à l'Allemagne nazie pour reconquérir l'indépendance de l'Ukraine.
Ses frères, victimes du régime nazi, sont morts dans les camps de concentration, ce qui a renforcé son opposition tant contre les nazis que contre les Soviétiques.
Des accusations de collaboration avec les nazis ont été portées contre le mouvement de Bandera. Toutefois, le rapport au chef de la police de sécurité à Berlin du 30 mars 1942 révèle que le mouvement Bandera a fourni des passeports falsifiés non seulement à ses membres mais aussi à des Juifs pour les sauver des persécutions allemandes.
Après la guerre, il se réfugie en Suisse, puis réapparaît en Allemagne de l'Ouest, notamment à Munich où il réside et où il est exécuté par les services secrets soviétiques.
Bandera devient officiellement un héros de l'Ukraine après la révolution de la Dignité. Il reste un personnage controversé car son mouvement, l’OUN-B, et le bras armé de celui-ci, l’UPA, sont accusés d’avoir activement aidé le Troisième Reich dans le cadre de la Solution finale, de la Shoah par balles et aussi d’avoir contribué aux massacres des Polonais en Volhynie. Ces accusations et cette reconnaissance officielle créent des tensions entre l’Ukraine actuelle et ses voisins de l’Ouest (Pologne) comme ceux de l’Est (Russie).

## Biographie

### Origines et famille

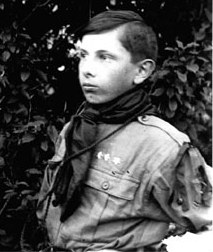
Stepan Bandera en tenue de Plast (1923).

Stepan Bandera naît le 1er janvier 1909 dans une fratrie de sept enfants.
La famille a ses racines à Staryï Ouhryniv (en), dans la province de Kalouch, en Galicie. La région fait à l'époque partie de l'Empire austro-hongrois (actuellement dans l'oblast d'Ivano-Frankivsk, en Ukraine).
Son père, Andriy Bandera (1882-1941), prêtre uniate de l'Église grecque-catholique ukrainienne, a servi comme volontaire dans l'armée ukrainienne pendant la guerre Pologne-Ukraine de 1918 à 1919. Politiquement, c'est un nationaliste militant, membre de l'Organisation militaire ukrainienne (en ukrainien : Українська Військова Організація, UVO) et de l'Organisation des nationalistes ukrainiens (en ukrainien : Організація українських націоналістів, OUN).
Sa mère, Myroslava Volodymyrivna Hlodzinsky, fille du prêtre de Staryï Ouhryniv, issue d'une vieille famille de prêtres catholiques de rite oriental, est née en 1890 à Staryï Ouhryniv (en), Elle meurt de la tuberculose au printemps 1921, alors que Stepan Bandera a 13 ans.
Ses frères, Oleksandr (1911-1942), politicien nationaliste diplômé en économie politique des universités de Lviv et de Rome, et Vasyl (1915-1942), politicien nationaliste diplômé en philosophie de l'université de Lviv, sont arrêtés par la Gestapo en 1941 et internés à Auschwitz, où ils meurent en septembre 1942,,,.
Sa sœur Volodymyra (1913-2001) est arrêtée par le NKVD en 1946 et condamnée à dix ans de camp de travail.
Quant à son frère cadet, Bogdan, qui a pris la direction d’un groupe de résistance pendant l’occupation allemande, des doutes subsistent sur son sort.

### Enfance et formation
Selon une résidente de Staryï Ouhryniv, Oksana Polishchuk, dont la grand-mère travaillait comme cuisinière dans la famille Bandera, les sept enfants du prêtre — deux filles et cinq fils — étaient bien élevés et alphabétisés. Stepan se distinguait par son courage extraordinaire.
Il passe son enfance dans la maison familiale de Staryï Ouhryniv, grandissant dans une atmosphère de patriotisme et de nationalisme ukrainien. De 1919 à 1927, il fréquente le lycée de Stryï.

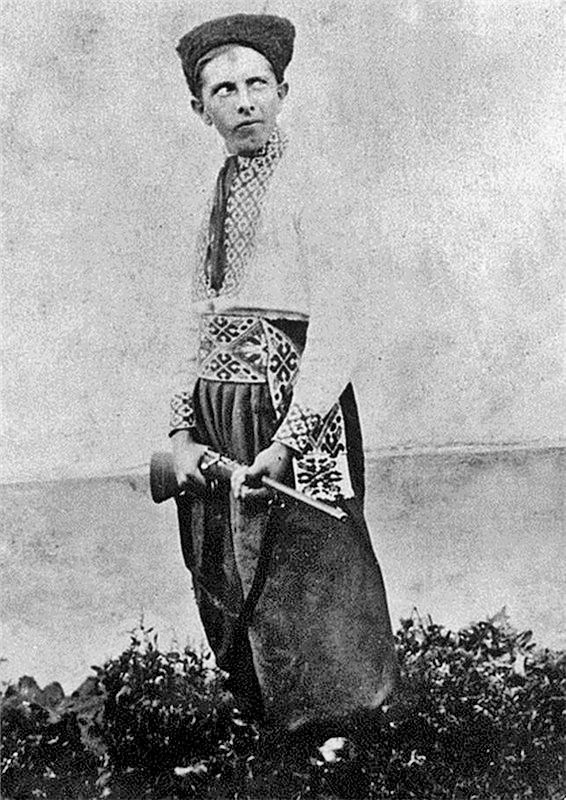
Stepan Bandera en costume national ukrainien cosaque dans le détachement scout ukrainien « Viorne rouge » en 1929-1930.

En septembre 1928, il s'installe à Lviv et s'inscrit au département agronomique de l'université nationale polytechnique de Lviv, où il étudie jusqu'en 1933.

### Débuts dans le nationalisme
En 1928, il devient membre de l'Organisation militaire ukrainienne, où il s'occupe de la propagande,,. En 1929, il entre dans l'Organisation des nationalistes ukrainiens (OUN), qui vient d'être fondée. Deux ans plus tard, en 1931, il prend la tête de la propagande anti-polonaise de l’OUN.
En 1932-1933, il est nommé chef régional adjoint de l'OUN. Il n'a jamais fait partie du cercle des théoriciens de la révolution nationaliste et a laissé très peu de travaux écrits. Une partie de ses travaux sont traduits par l'OUN dans le but de les publier en anglais. Dans ses écrits il émet trois de ses idées principales selon l'historien Ivan Patrylyak (uk) :
- l’Ukraine est vue comme un État qui regroupe l’ensemble des territoires où la majorité des habitants appartiennent à l’ethnie ukrainienne, ce qui recoupe le concept de Sobornost ;
- l’Ukraine mérite de s'émanciper de ses États voisins et de proclamer son indépendance ;
- au sein de l’État ukrainien doivent être mises en place des garanties sociales pour la population : une aide de l'unification nationale à travers le système des Églises ukrainiennes, mais une scission stricte entre Église et pouvoir de l’État, une réorganisation du système de l’éducation, une réforme économique basée sur le droit de propriété individuelle. Ses idées économiques sont largement inspirées des idées du nationalisme européen des années 1920-1930.

Il part en Allemagne en 1932 pour apprendre les techniques de renseignement dans une académie à Dantzig. À son retour, en 1933, il devient directeur adjoint des guides régionaux et commandant de l'UVO. Cette période se caractérise par une tension grandissante entre les autorités polonaises et la minorité ukrainienne. Les revendications des Ukrainiens se heurtent à une action punitive de « pacification » menée par les autorités polonaises (uk).
En 1933, Richard Yari et Yevhen Konovalets engagent des pourparlers avec la Gestapo en vue d'une collaboration et d'un soutien financier.
Lors de la conférence de l’OUN à Berlin, en avril 1933, Stepan Bandera devient commandant régional de la zone ouest de l'OUN.
Sous la direction de Bandera, l'OUN n'est plus axée sur l'expropriation et lance une série d'actions punitives contre les membres des autorités d'occupation polonaises. Au cours de cette période, les membres de l'OUN ont commis trois assassinats politiques qui ont reçu une publicité considérable : l'assassinat d'un conservateur d'école, Gadomsky, accusé d'avoir détruit l'école ukrainienne et de participer à la polonisation du peuple ukrainien ; le meurtre d'Oleksiy Mailov, secrétaire du consulat de l'URSS à Lviv, qui était également un agent du GPU au NKVD - en signe de protestation contre l'Holodomor en Ukraine ; et l'assassinat de Bronisław Pieracki le 15 juin 1934 par Hryhorii Matseiko, le ministre polonais de l'Intérieur, sous la direction duquel les autorités polonaises ont mené des actions sanglantes de « pacification » des Ukrainiens en Galicie.
Il n’a jamais exprimé son opinion personnelle quant aux minorités ethniques en Ukraine, mais dans son activité politique il considérait l’URSS et la Pologne comme des États-occupants. Il prône une attitude pacifique envers les minorités de villageois polonais et russes, qui sont selon lui assimilables aux populations catholiques locales ukrainiennes avec le temps. L’exception à cette règle vise, selon Bandera, les représentants des pouvoirs publics polonais et soviétiques, considérés comme des occupants sur le sol ukrainien. Avec Yevhen Konovalets, il discute de la légitimité des assassinats politiques comme moyen de défense contre un État qui utilise la terreur avec impunité. Ainsi selon Bandera l’autorité de ces représentants d’un régime occupant doit être renversée coûte que coûte.
L'OUN assassine au total une soixantaine de personnalités politiques, dont le super-intendant de l'école de Lviv, Stanisław Sobiński, le ministre des Affaires étrangères polonais, Tadeusz Hołówko, le commissaire de la police polonaise de Lviv, Emilian Czechowski.
L'action de l'OUN est dirigée « non seulement contre l'ennemi extérieur mais aussi contre l'ennemi intérieur ». Ainsi une partie des victimes des assassinats politiques commis par l'OUN sont des Ukrainiens qui prônaient la normalisation des relations avec le gouvernement polonais, à l'instar de l'écrivain Sydir Tverdokhlib ou du directeur du lycée de Lviv, Ivan Babii, assassiné le 25 juillet 1934 sur ordre de Stepan Bandera pour avoir empêché ses étudiants de distribuer des tracts nationalistes. Celui-ci ordonne également d'exécuter un étudiant dénommé Bachynskyi, soupçonné d'être agent double.

### Condamnations et emprisonnement
Sous la domination polonaise de la Galicie, Stepan Bandera encourait des peines d'emprisonnement, car le soupçon d'appartenance à l'OUN était un motif suffisant d'emprisonnement, susceptible d'atteindre une durée de 5 ans (le camp de concentration de Bereza Kartuzka avait été ouvert spécialement à cette fin). Ainsi, au risque de disparaitre, la politique nationaliste ukrainienne devait s'ancrer dans la clandestinité.
À la suite de l'assassinat du ministre de l'Intérieur Bronisław Pieracki en 1934, la police polonaise déclenche des arrestations en masse dans le milieu nationaliste ukrainien. C'est au cours de l'une de ces opérations que les autorités polonaises mettent la main sur Stepan Bandera et les archives de l’OUN surnommées « registre de Senyk », du nom du nationaliste Omelian Senyk, qui les éclairent sur les activités du mouvement. Stepan Bandera soupçonne par la suite Omelian Senyk d'avoir collaboré avec les Polonais. Stepan Bandera est accusé du meurtre.
Du 18 décembre 1935 au 13 janvier 1936, se déroule le procès de l'assassinat de Bronisław Pieracki : Stepan Bandera est jugé avec onze autres prévenus,. Avec Mykola Lebed, il est condamné à mort. À l’annonce de la sentence, il crie « Gloire à l'Ukraine ». En mai 1936, lors d'un autre procès contre les dirigeants de l’OUN, il est à nouveau condamné à mort.
Ces deux décisions de justice seront commuées en emprisonnement à vie dans la prison de Bereza Kartuska. Selon l'historien ukrainien Vladimir Dovgan, la commutation aurait été une clause secrète du pacte de non-agression germano-polonais,.
Pendant l'incarcération de Stepan Bandera, Lev Rebet (en) est commandant régional de l’OUN ; Il met un terme aux assassinats et réorganise le réseau.
Durant son emprisonnement, Stepan Bandera est mis à l'isolement. Il effectue trois grèves de la faim, de neuf, treize et seize jours.
Entretemps, le 27 août 1939, lors de la seconde grande assemblée de l'OUN, qui se tient à Rome, Andriy Melnyk, alors en exil en Allemagne après l'assassinat de Yevhen Konovalets, est nommé chef du mouvement nationaliste et prend le titre à connotation soviétique de vozhd,.
C'est à l'occasion de l'invasion de la Pologne par l'Allemagne nazie qu'est créée la première unité nationaliste ukrainienne qui va entrer en pourparlers avec les Allemands. L’État ukrainien n’existait pas encore et comme tout mouvement révolutionnaire, l’OUN cherchait les faveurs d'États qui soutiendraient la création de l’État ukrainien. Cette unité, forte de 600 hommes issus de l’OUN, est commandée par le colonel Roman Souchko (1894-1944). L'objectif est de mener une offensive révolutionnaire pour l'indépendance de l'Ukraine.
À la suite de l'offensive allemande contre la Pologne, en septembre 1939, Stepan Bandera est libéré. Erwin Stolze (1891–1952), colonel de l'Abwehr, déclara lors du procès de Nuremberg que les Allemands ont libéré Stepan Bandera de prison et l'ont recruté pour servir d'agent à l'intérieur de l'URSS avec comme nom de code « consul II »,,. En novembre 1939, fraîchement libéré, Stepan Bandera part faire traiter ses rhumatismes à Piešťany dans la toute récente République slovaque.

### Seconde Guerre mondiale

#### Scission de l'OUN: OUN-M et OUN-B
Sous l'impulsion de Stepan Bandera, un congrès est organisé le 10 février 1940 à Cracovie pour s'opposer à la direction de l'OUN par Andriy Melnyk,. Ce congrès aboutit à la division de l'OUN. De cette scission émergent l'OUN-M, branche Melnykite, menée par Andriy Melnyk, et l’OUN-B, branche radicale, dirigée par Stepan Bandera et ses partisans, appelés « bandéristes »,,.
Le 19 avril 1940, au château du Wawel, les nationalistes de l’OUN-B jurent loyauté au Troisième Reich représenté par le gouverneur général de la Pologne, Hans Frank ; en gage de leur bonne foi, ils offrent 38 cloches d'église aux fonderies allemandes. En novembre 1940, par l'intermédiaire de Richard Yari, Stepan Bandera et l'Abwehr installent le siège de l'OUN-B à Vienne.
En avril 1941, à la suite du second congrès général de l'OUN-B, à Cracovie, Stepan Bandera est reconduit comme dirigeant du mouvement. L'OUN-B prend la résolution de combattre les Juifs, considérés comme favorables aux Soviétiques, qui sont d'après lui l'avant-garde de l'impérialisme moscovite en Ukraine et aussi le « principal ennemi »,,,.
En 1941, l'OUN-B et le prêtre nationaliste Ivan Hrynokh (en) créent une unité de renseignement, le SB (Sloujba Bezpeky, pour « service de sécurité »), aux méthodes similaires à celles du Sicherheitsdienst et commandée par Mykola Arsenytch-Berezovskiy.

#### Indépendance de l'Ukraine
Les documents de l’OUN-B des années 1939 à 1941 montrent explicitement que le partenariat avec l’Allemagne ne peut avoir lieu qu’en cas de reconnaissance de l’État ukrainien et sous réserve d'une attitude positive envers l'Ukraine. 
La Gestapo et l'Abwehr protègent les partisans de Stepan Bandera, considérant que les organisations qu'il dirige peuvent leur être utiles,.
En décembre 1939, à Zakopane, la Gestapo entraîne Mykola Lebed et d'autres bandéristes au sabotage, à la guérilla et aux assassinats,.
Témoin des tragédies provoquées par la dékoulakisation (1929 - 1933), les répressions staliniennes (en), les famines artificielles telles que le Holodomor (1932-1933) durant lesquelles plus de 3,5 millions d'Ukrainiens sont morts de faim, la Grande Purge (1937-1938), Stepan Bandera voit l'URSS comme l'ennemi principal de l'Ukraine.
Dès que la Wehrmacht a chassé l'Armée rouge de Lviv le 30 juin 1941, la population ukrainienne de l'ouest accueille l'armée allemande comme son libérateur contre l'emprise soviétique. Les nationalistes ukrainiens révoltés contre l'oppression stalinienne se lient avec l'Allemagne dans l'espoir de pouvoir tenir tête aux Soviétiques avec l'aide d'une armée entrainée.
Le 25 février 1941, à la suite de tractations avec le chef de l'Abwehr, Wilhelm Canaris, Stepan Bandera reçoit deux millions et demi de marks au nom de l'OUN-B pour former le corps de la future armée d'une Ukraine indépendante,.
En avril 1941, cette Légion ukrainienne — composée de 600 bandéristes — est créée initialement dans le but de libérer l'Ukraine et le noyau dur de l'armée nationale ukrainienne. Néanmoins, les membres de la légion ukrainienne sont utilisés pour former les bataillons Roland et Nachtigall pour effectuer des missions de reconnaissance et de sabotage pour l'armée allemande contre l'Armée rouge dans le cadre de l'opération Barbarossa, qui commence le 22 juin 1941.
L'écrivaine Nora Levin (en) affirme qu'en vertu de leurs pouvoirs de police locale, les collaborateurs du régime nazi et des unités paramilitaires nationalistes de Stepan Bandera ont participé à des tortures et exactions contre les populations juives locales.
De son côté, l'historien Bernard Wasserstein (en) indique que les nationalistes ukrainiens de Bandera ont pu participer à la répression des populations juives, mais que l'on peut en douter car Hitler a rapidement considéré ces unités comme « inutiles » et a ordonné leur « désarmement immédiat » en parlant d'eux comme « des agneaux, pas des loups ».
La Wehrmacht attaque l'URSS en débutant par l'Ukraine, et conformément à son plan Bandera tente d'en profiter pour renverser l'emprise des Soviétiques. Lors du massacre des professeurs de Lviv, où Stepan Bandera avait fait ses études d'agronomie, des enseignants juifs de l'école polytechnique de Lviv sont sur les listes des personnes à éliminer. En juin 1941 le NKVD soviétique fusille 1 000 Ukrainiens bandéristes à Loutsk. La Gestapo utilise l'incident pour rendre les Juifs responsables de ces morts. Le maréchal de la Wehrmacht ordonne l'exécution de 1 100 juifs en découvrant les cadavres des fusillés par le NKVD.
À la suite du massacre, Bandera appelle les Ukrainiens à la vengeance. Il forme une légion composée de 1 500 membres de l'OUN-B pour soutenir la propagande anti-Soviétique et former l'administration d'un État ukrainien indépendant.

La déclaration d'indépendance de l'Ukraine est proclamée à Lviv par l'OUN le 30 juin 1941. Le Premier ministre du nouveau gouvernement est Iaroslav Stetsko et le président du Conseil des Anciens Kost Levytsky. La troisième clause de la déclaration engage l'Ukraine dans la collaboration avec l'Allemagne, vue comme un sauveur de l'État ukrainien contre l'oppression bolchevique, :
Acte de restauration de l'État ukrainien après 23 ans de captivité
1. Par la volonté du peuple ukrainien, l'Organisation des nationalistes ukrainiens sous la direction de Stepan Bandera proclame la restauration de l'État ukrainien, pour lequel des générations entières des meilleurs fils de l'Ukraine ont donné leur vie
L'Organisation des nationalistes ukrainiens, dirigée par son fondateur et dirigeant Yevhen Konovalets au cours des dernières décennies de l'esclavage sanglant moscovite-bolchevique, s'est battue avec acharnement pour la liberté et a appelé l'ensemble du peuple ukrainien à ne pas déposer les armes tant que l'État souverain ukrainien n'a pas été proclamé dans toutes les terres ukrainiennes.
Le gouvernement ukrainien souverain assurera au peuple ukrainien l'ordre, le développement de toutes ses forces et la satisfaction de tous ses besoins.
2. Dans les terres occidentales de l'Ukraine, un gouvernement subordonné au gouvernement national, est en cours de formation. Le gouvernement national siégera dans la capitale de l'Ukraine - Kiev par la volonté du peuple ukrainien.
3. L'État ukrainien restauré travaillera sous l'appui de la Grande Allemagne national-socialiste qui, sous Adolf Hitler, crée un nouvel ordre en Europe et dans le monde et aide le peuple ukrainien à se libérer de l'occupation de Moscou.
L'Armée nationale révolutionnaire ukrainienne, qui est en train de se former sur le sol ukrainien, continuera à se battre avec l'armée allemande alliée contre l'occupation de Moscou pour l'État ukrainien souverain et libre et le nouvel ordre dans le monde entier.
Vive l'État Souverain et Libre Ukrainien, vive l'Organisation des Nationalistes Ukrainiens, vive le Chef de l'Organisation des Nationalistes Ukrainiens Stepan Bandera !,
En conclusion, la pratique d'une collaboration avec l'Allemagne nazie bien que proclamée dans la déclaration d'indépendance de l'Ukraine n’a jamais véritablement eu lieu.

#### Rupture avec les occupants
Malgré les conseils d'Alfred Rosenberg, qui expliquait que Stepan Bandera serait utile et facilement manipulable si les nazis le laissaient diriger son gouvernement, ce nouvel État ukrainien ne sera jamais reconnu par Hitler, car en contradiction directe avec les projets nazis de transformer les territoires de l'est en simples colonies allemandes, le fameux espace vital.
Stepan réalise sa naïveté et constate que l’Allemagne s’intéressait à l’OUN uniquement dans le but d’affaiblir la Pologne et l’URSS.
Le 5 juillet 1941, Stepan Bandera est arrêté à Cracovie et transféré à Berlin avec Iaroslav Stetsko. Stepan Bandera proteste devant la chancellerie du Reich au sujet de l'arrestation de son gouvernement. Il est assigné à résidence, tandis que Iaroslav Stetsko est libre de circuler dans la ville jusqu'en août 1941.
Selon l'historien Timothy Snyder, il est gardé en réserve dans l'hypothèse où il pourrait un jour être utile aux nazis,,,.
La Gestapo et l'Abwehr se disputent les services de Stepan Bandera et de l’OUN-B, la première pour des opérations de basse police dans le Reichskommissariat Ukraine, la seconde pour une infiltration derrière les lignes soviétiques.
Les deux dirigeants de l'OUN soumettent à l'OKW comme au RSHA des projets de collaboration mais, internés à la prison centrale de Berlin-Spandau dès le 15 septembre 1941 à la suite de l'assassinat le 30 août 1941 de deux chefs de l'OUN-M, Omelian Senyk et Mykola Stsiborskyi, qui ont refusé de rejoindre l’OUN-B, ils perdront la partie définitivement avec la dénonciation le 25 novembre 1941 d'un complot indépendantiste,,.
Pendant l'incarcération de son chef, l'OUN-B est dirigé par Mykola Lebed qui, malgré un avis de recherche, ne sera jamais arrêté.
À l'automne-hiver 1941, les bataillons Nachtigall et Roland sont dissous. Certains de leurs combattants sont intégrés volontairement au 201e bataillon de la Schutzmannschaft pour mater la résistance ukrainienne et continuer les massacres des Juifs, des Polonais et des communistes (Juifs, prisonniers de guerre soviétiques, communistes, Roms, Ukrainiens et otages civils).
Stepan Bandera est emprisonné, après janvier 1942, au camp de concentration de Sachsenhausen, dans la section réservée aux hautes personnalités politiques.
En octobre 1942, en Volhynie, mécontents de la politique nazie en Ukraine, les Ukrainiens forment une armée qu'ils baptisent l’Armée insurrectionnelle ukrainienne (UPA), avec comme objectif de combattre l'Allemagne nazie, l'URSS et les partisans polonais. Mykola Lebed et Roman Choukhevytch prennent la tête de cette armée qui passe sous l'autorité de l'OUN-B.
Stepan Bandera, depuis sa prison, s'y oppose d'abord, car il croit qu'une armée clandestine ne peut pas gagner la guerre. Cependant, lorsque l'UPA devient réalité, et amer de ses erreurs concernant le régime du IIIe Reich, il lui donne son appui.
Le 20 mars 1943, il lance aux auxiliaires de police ukrainiens, l'UP, un appel à déserter avec leurs armes. C'est la création des groupes de résistance ukrainiens au nazisme, aussi appelée « sortie par la forêt », : refusant de combattre contre leurs compatriotes, dix mille membres de l'UP prennent le maquis et s'allient avec les soviétiques. Ils en constitueront les éléments aguerris.
En août 1943, au cours du troisième grand rassemblement du mouvement, l'OUN-B procède à une révision majeure de sa politique en préconisant le pluralisme et la social-démocratie, mais Stepan Bandera, depuis sa prison, rejette toute idée d'abandon du nationalisme pur et dur.
L'OUN-B forme le noyau dur de l'UPA qui s'est prononcée contre l'occupation allemande existante et contre l'occupation soviétique à venir.

##### Nouveaux combats nationalistes sur deux fronts
À partir de mars 1944, l'UPA commence à combattre franchement l'occupation nazie.
L'UPA se retourne ensuite de nouveau contre l'Armée rouge, dont elle n'a pas oublié l'oppression. Mais il lui manque un soutien venant de l'Église et qui pourrait renforcer son charisme. Ainsi, de nombreux soldats perdent leur foi dans le mouvement nationaliste et rejoignent l'Armée rouge.

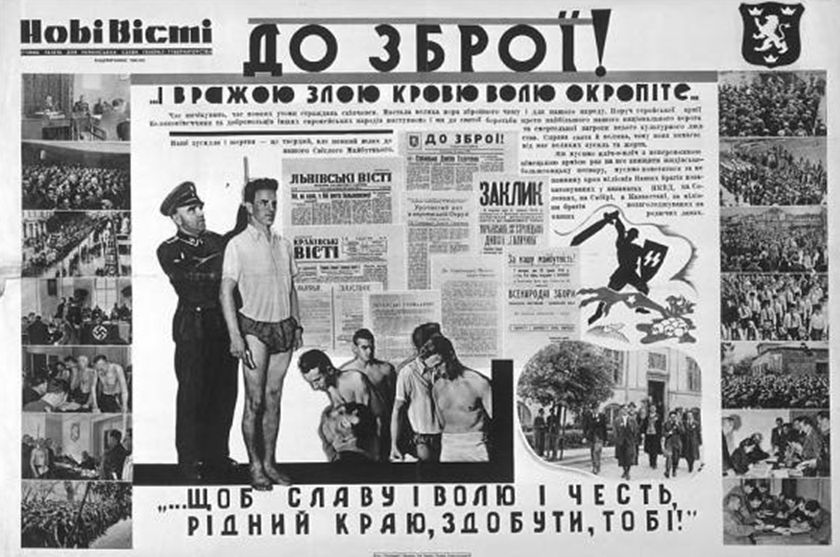
Affiche de journal et propagande pour inciter les Ukrainiens à prendre les armes contre l'ennemi (1943).

Le 25 septembre 1944, alors que l'Armée rouge progresse rapidement, les nazis se proposent de créer un organisme politique ukrainien allié, le comité national ukrainien et de placer à sa tête une personnalité consensuelle. Le responsable du SD et du RSHA, Ernst Kaltenbrunner propose Stepan Bandera.
C'est ainsi que Stepan Bandera est libéré le jour même avec d'autres chefs du courant nationaliste ukrainien. Toutefois, Stepan Bandera n'adhère pas au comité national ukrainien : poursuivant son objectif d'indépendance, il refuse d'être la marionnette de l'Allemagne nazie.
À l'automne 1944 une pénurie d'armes crée des grandes difficultés pour l'UPA qui continue à combattre. L'UPA et l'armée allemande négocient un accord selon lequel les Allemands abandonnent l'ensemble de leur armement à l'UPA en échange d'un statut neutre de l'UPA.
En septembre 1944, Stepan Bandera incite la population ukrainienne à prendre les armes contre l'avancée soviétique et envoie des troupes de l’OUN-B et de l'UPA, pour tenter de regagner le territoire ukrainien aux Soviétiques, avec les moyens de transport mis à leur disposition par les nazis jusqu'à début 1945.
De plus Stepan Bandera et son adjoint, Iaroslav Stetsko sont approchés par Otto Skorzeny pour discuter de plans de sabotage contre l'Armée rouge,. Stepan Bandera en profite pour installer son quartier-général à Berlin.
La presse allemande publie un grand nombre d'articles sur les succès de l’UPA dans la lutte contre le bolchevisme et appelle les membres de l'UPA « les militants ukrainiens pour la liberté ».
En décembre 1944, voyant que la défaite allemande est inéluctable, Stepan Bandera décide de fuir Berlin par le sud et d'attendre la fin de la guerre.

### Exil en Allemagne

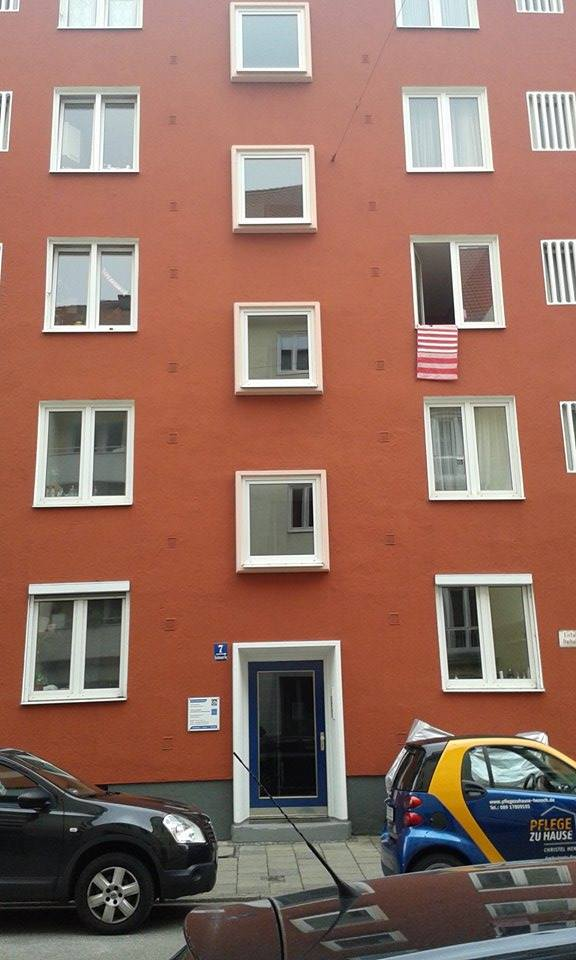
Maison dans laquelle Stepan Bandera vivait et où il a été tué.

Fin 1944, Stepan Bandera est en Suisse. Dans sa cavale, afin d'échapper aux espions soviétiques, il change sans cesse de ville : Berlin, Innsbruck, Seefeld. Ensuite, sur les recommandations des services secrets britanniques, il rejoint la zone américaine de Munich, où il s'installe dans la Kreittmayrstraße 7 avec sa femme, Iaroslava Oparivska, et leurs trois enfants, Natalka (née en 1941), Andriy (né en 1942) et Lessia (née en 1948), sous l'identité du correspondant apatride Stefan Popel, né à Jarosław. Sous cette fausse identité, Stepan Bandera peut continuer à diriger l'OUN-B.
Dès juin 1946, l'URSS demande officiellement le retour de Stepan Bandera. Le général américain Franklin C. Sibert répond en août 1946 que Stepan Bandera est un employé de Reinhard Gehlen et qu'il n'a aucune idée de l'endroit où il peut se trouver.
Avec le retour de l'Armée rouge en Ukraine de l'Ouest, l'UPA livre une guerre sans merci, les deux côtés commettant des atrocités. Les combats ne cessent qu'en 1953-1954. Pendant toute cette période, depuis l’Allemagne de l'Ouest, Stepan Bandera encourage l'insurrection et essaie de la diriger. Il donne son appui inconditionnel à toutes les actions de l'UPA.
À la conférence de l’OUN-B de février 1945, Stepan Bandera est toujours reconnu comme membre de la direction de l'organisation. En février 1946, il fonde, à Munich, le département étranger de l’OUN-B, baptisé OUN(Zch). Puis, le nom de l'organisation OUN-B devient OUN-R (R pour révolution),.
En 1947, il devient le chef unique de l’OUN-R. Mais en 1956, le mouvement OUN-R se divise en deux entités, ce qui donne naissance à l’OUN-Z mené par Lev Rebet et Zinovy Matla, qui suit le programme modéré d'août 1943 que Stepan Bandera a rejeté. En 1952, en protestation contre « l’influence croissante de l’opposition à son leadership parmi les leaders nationalistes, qui s’opposaient à ses tactiques totalitaires », Stepan Bandera démissionne temporairement de son poste de chef de l'OUN-R.
En dépit de son combat contre l'Union soviétique, Stepan Bandera n'obtient jamais officiellement l'appui des États-Unis. En effet, l'agent double Kim Philby rapporte à la CIA que Stepan Bandera est anti-américain et que son orientation politique est ultranationaliste, ce qui effraye la CIA, qui considère Stepan Bandera comme dangereux,.
Jusqu'au début de l'année 1951, seuls les services secrets britanniques (SIS) entretiennent encore de façon officielle des liaisons avec Stepan Bandera, mais ils cessent sous la pression américaine,. Toutefois, les services de contre-espionnage américains travaillent main dans la main avec les cadres de l’OUN-R comme Mykola Lebed, Iaroslav Stetsko et Stepan Bandera, à l'occasion de l'opération Ohio, dont l'objectif est de recruter des membres de l'OUN en territoire soviétique pour des missions d'espionnage ou d'assassinat.
Dans les années 1950, l'ancien officier de la wehrmacht et dorénavant chef du BND, Reinhard Gehlen, travaille avec Stepan Bandera pour fournir de l'aide aux bandéristes ukrainiens afin d'entraver la mainmise soviétique jusqu'en 1956 et infiltrer des agents en Union soviétique depuis l’Allemagne. Cependant, dans les années 1950, l'organisation Gehlen est infiltrée par des agents doubles du KGB.
Le 14 octobre 1959, Stepan Bandera déjeune avec un haut gradé allemand pour parler des opérations en Ukraine. Le lendemain, il est retrouvé mort.

### Mort

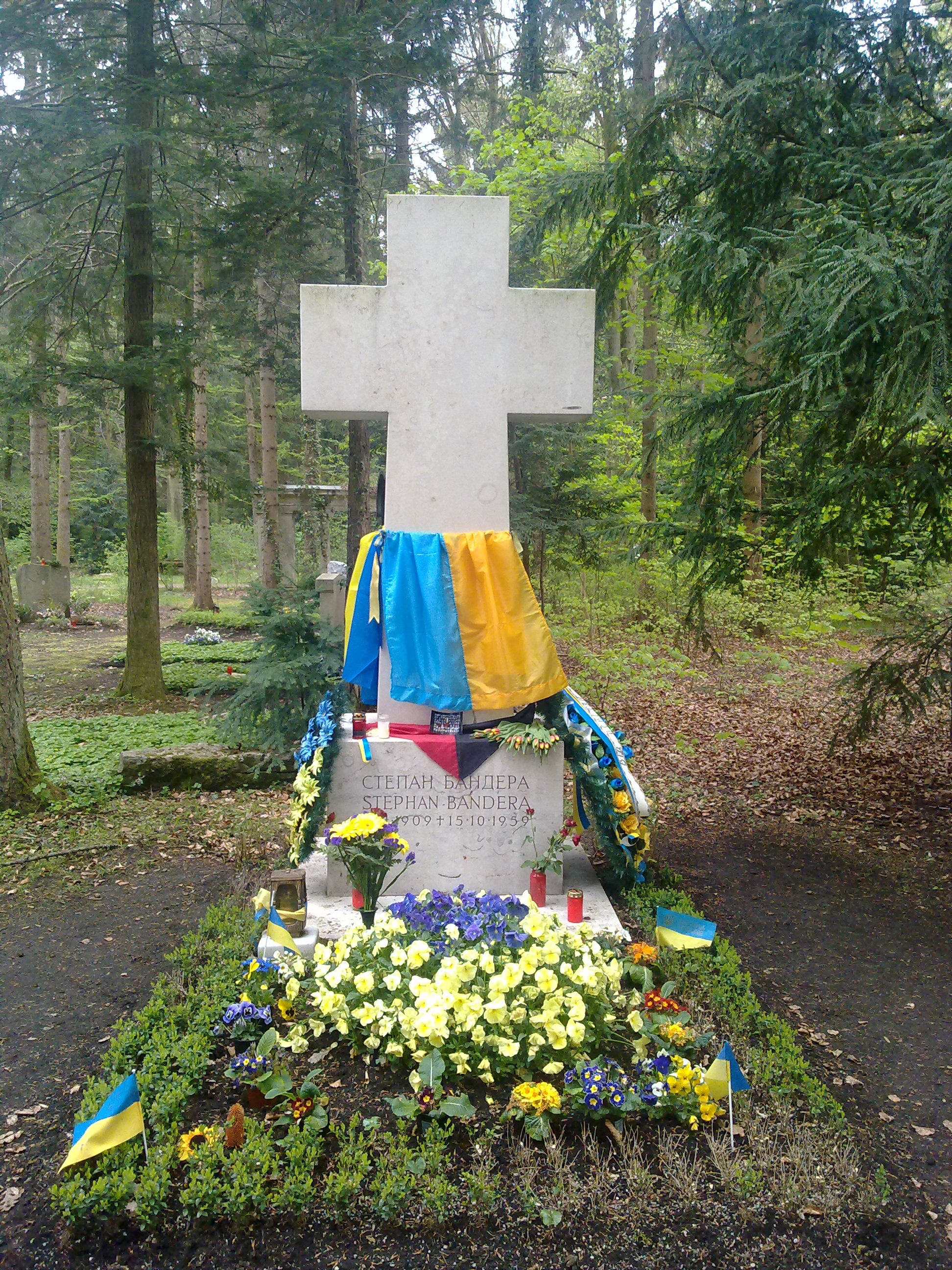
Tombe de Stepan Bandera à Munich (2014).

Le 15 octobre 1959, à 13 h 15, Stepan Bandera est retrouvé étendu au sol par ses voisins, avec dans sa poche un pistolet qu'il gardait pour se défendre. Les médecins concluent qu'il est mort d'une crise cardiaque ayant entraîné sa chute en arrière sur le sol, d'où un traumatisme à l'arrière du crâne. C'est une mort naturelle. Pendant 2 ans, c'est la version officielle.

#### Exécuté par le KGB, le témoignage de Bogdan Stachinski
Puis en 1961, un dénommé Bogdan Stachinski (en) se livre aux Américains à Berlin-Ouest (quelques semaines avant le début de la construction du mur). Il se présente comme un ultra-nationaliste ukrainien retourné par le KGB. Il dit avoir exécuté Lev Rebet (en) à Munich en 1957 et Stepan Bandera à Munich en 1959 pour le compte du KGB. Il affirme avoir utilisé un pulvérisateur de cyanure sur le visage des victimes provoquant ainsi un arrêt cardiaque. Stepan Bandera était devant sa porte, les bras chargés de courses (il revenait de l'épicerie), il s'apprêtait à retirer la clé de la serrure qu'il venait d'ouvrir quand Stachinski, descendant l'escalier, lui aurait proposé de l'aide et aurait à ce moment pulvérisé le cyanure sur son visage.
Les Américains se méfient. Stachinski est agité, il échoue au détecteur de mensonges et est envoyé dans un hôpital psychiatrique. Il est transféré à Francfort. La CIA avait déjà enquêté sur la mort de Bandera et pensait qu'il avait été empoisonné par un de ses proches. Mais, un an plus tard, son témoignage est utilisé par la justice allemande pour relancer l'enquête et ouvrir un procès qui a lieu du 8 au 15 octobre 1962 à Karlsruhe. Le verdict du tribunal est annoncé le 19 octobre : Stachinski est condamné à 8 ans de prison ferme. Il est libéré moins de 4 ans plus tard et transféré par avion aux États-Unis, considéré comme agent officiel de la CIA.
La Cour fédérale allemande de Karlsruhe (la plus haute instance judiciaire de l'Allemagne) juge que le gouvernement soviétique est le principal responsable de l'exécution de Stepan Bandera.
Dans son autobiographie, Kim Philby (chef des services du contre-espionnage anglais et agent double pour le compte de l'Union soviétique) estime avoir les éléments pour avancer que la CIA est responsable de la mort de Bandera. Les relations entre agences de renseignement anglaise et américaine s'étaient tendues sur les contacts à privilégier pour l'infiltration de l'Ukraine : « En dépit de l'obstination courageuse des Anglais à le défendre, la CIA a eu le dernier mot ».

### Relation avec les différentes forces

#### Pologne et URSS
Le premier ennemi chronologique de Stepan Bandera est la deuxième république de Pologne, qui administre la ville de Lviv. Ensuite vient l'Union soviétique après la disparition de la République populaire ukrainienne (1917-1920).
Les années 1931 à 1933 sont marquées par une série de famines en Ukraine qui emportent de 2,6 à 5 millions de personnes.
Les pouvoirs publics ukrainiens, dont l'ex-président Viktor Iouchtchenko, soutiennent que le Holodomor n'avait pas de « cause naturelle », il avait été planifié par les autorités soviétiques dans le cadre du programme de collectivisation des terres et de confiscation des grains, pour tuer les « aspirations nationales » des Ukrainiens, dont 92 % vivaient dans les villages. Le traitement simultané des questions nationale et paysanne constitue, selon lui, la particularité du Holodomor, entre fin 1932 et l'été 1933.
L'aspect intentionnel de la famine par Staline est discuté par certains historiens selon lesquels il a utilisé le Holodomor, voire l'a sciemment provoqué, pour briser la paysannerie et le nationalisme ukrainiens.
Concernant les massacres des Polonais en Volhynie par l'UPA et l'OUN-B (entre 70 000 et 100 000 morts), l'historien Grzegorz Rossoliński-Liebe estime que la responsabilité de Stepan Bandera est indirecte : interné à Berlin puis Sachsenhausen, ses possibilités d'action étaient limitées, bien que les tueurs reconnussent Bandera comme leur chef (providnyk) et se désignassent eux-mêmes comme « bandéristes » (banderivci). Les responsables directs étaient Roman Choukhevytch, Mykola Lebed, et d'autres. Cependant, Bandera serait moralement responsable de ces massacres dont il avait évoqué la nécessité avant la guerre, pour accomplir les buts nationaux de son mouvement.

#### Juifs
Le nationalisme ukrainien n'a pas toujours inclus l'antisémitisme au cœur de son programme et considère les Russes et les Polonais comme les principaux ennemis, les Juifs venant en second. Néanmoins, le nationalisme ukrainien ne fut pas à l'abri de l'influence du climat antisémite qui régnait en Europe orientale et centrale : celui-ci avait déjà été fortement racialisé à la fin du XIXe siècle et s'y était développé un discours antijuif élaboré. D'après l'universitaire américain Mordecai Paldiel, les nationalistes ukrainiens ont en partie adhéré aux idées antisémites de l'Allemagne car les populations juives en Ukraine de l'Ouest se rangeaient au côté de leurs occupants polonais ou soviétiques.
L'hostilité à l'égard du gouvernement central soviétique et de la minorité juive a été mise en évidence, en mai 1941, au congrès de l'OUN-B à Cracovie, où la direction de la faction OUN de Bandera adopta le programme Lutte et activité de l'OUN pendant la guerre (en ukrainien : « Боротьба й діяльність ОУН під час війни »), qui esquissait les plans d'activités pour le début de l'invasion nazie de l'Union soviétique et des territoires occidentaux de la RSS d'Ukraine. Le programme déclare que « les Juifs de l'URSS constituent le soutien le plus fidèle du régime bolchevique au pouvoir et à l'avant-garde de l'impérialisme moscovite en Ukraine. Le gouvernement moscovite-bolchevique exploite les sentiments anti-juifs des Ukrainiens pour détourner leur attention de la véritable cause de leur malheur et pour les canaliser, à une époque de frustration envers les pogroms touchant les Juifs. L'OUN combat les Juifs du fait de leur soutien au régime moscovite-bolchevique et, simultanément, il sensibilise les masses au fait que le principal ennemi est Moscou. »
Ainsi, le 10 juin 1941, quelques jours avant l'invasion de l'URSS, un tract bandériste menaçait les Juifs : « Vous avez accueilli Staline avec des fleurs, vos têtes seront jetées aux pieds de Hitler ». Bien plus, avant même l'invasion de l'Ukraine par les armées du Troisième Reich, des affiches disant en ukrainien « Nos ennemis, ce ne sont pas les Allemands, mais les Russes et les Juifs » auraient été placardées dans les rues de Lviv.

#### Troisième Reich
Les relations avec le Troisième Reich sont restées plus nuancées : l'historien David Marples les qualifie de relations ambivalentes, où chacun cherche à exploiter l'autre sans vraiment y parvenir. Une sorte d'alliance avec un mal pour se prémunir contre un autre, comportant des périodes de coopération et des périodes d'animosité. Il relève que les historiens ukrainiens préfèrent rester silencieux sur les négociations menées avec les Allemands, contrairement aux historiens soviétiques qui les ont mises en avant dans le but de faire passer un ennemi du régime pour un collaborateur,.

#### Nationalistes rivaux
Après que la Wehrmacht ait chassé l'Armée rouge de Lviv, Stepan Bandera proclame aussitôt l'indépendance de l'Ukraine le 30 juin 1941 afin de devancer les autres factions nationalistes qui cherchent à prendre la tête d'un État ukrainien.
L'OUN-B ne reconnaît pas l'autorité de la République populaire ukrainienne, la cause que défend Taras Borovets, considérant que l'OUN-B est une sorte de proto-État. De plus, Taras Borovets est en désaccord sur la politique de nettoyage ethnique perpétrée par l'UPA contre les Polonais de Volhynie. Alors, le 18 août 1943, l'armée révolutionnaire du peuple ukrainien de Taras Borovets est cernée et désarmée par l'UPA de Stepan Bandera. Taras Borovets, qui refuse de rejoindre le mouvement extrémiste des bandéristes, réussit toutefois à s'échapper. En représailles, les officiers de l'armée révolutionnaire du peuple ukrainien et la femme de Taras Borovets sont torturés et exécutés par l’OUN-B ; le reste des troupes de Taras Borovets est soit dispersé, soit intégré à l'UPA. Des soupçons existent aussi sur la responsabilité de l’OUN-B dans le meurtre du colonel Roman Souchko en 1944.
Lorsqu'il est en exil, Stepan Bandera est considéré comme « extrêmement dangereux » dans un rapport du service de renseignements de l'Armée de terre des États-Unis, en raison de son recours à la violence, à la terreur et à l'intimidation contre ses rivaux en Allemagne pour rester à la tête du nationalisme ukrainien.

#### Partisans soviétiques ukrainiens
Selon un accord secret avec le Troisième Reich, l'URSS a occupé les voïvodies orientales de la république de Pologne (les terres de l'ouest de l'Ukraine et de l'ouest de la Biélorussie).
Le 17 septembre 1939, l'Union soviétique intervient dans l'invasion de la Pologne. L'armée soviétique a traversé la frontière de la république de Pologne et a commencé les hostilités contre l'armée polonaise.
Tôt le matin du 22 juin 1941, le Troisième Reich, avec le soutien de ses alliés — le royaume d'Italie, le royaume de Hongrie, le royaume de Roumanie et la République slovaque — a attaqué l'URSS. La guerre germano-soviétique a commencé, qui dans l'historiographie soviétique et russe moderne s'appelle la Grande Guerre patriotique.
Les sentiments nationaux des Ukrainiens étaient soutenus par les communiqués du Reich, dans la mesure où une telle politique divisait les Ukrainiens et les Russes, éliminant le danger d'un front anti-allemand commun.
En Ukraine, le 30 juin 1941, l'OUN de Bandera, à Lviv, a proclamé l'acte de restauration de l'État ukrainien. Cet événement était une tentative de « faire face aux faits » avec les dirigeants du Troisième Reich et de les forcer à reconnaître l’identité et l’indépendance ukrainienne.
Le 5 juillet 1941, les autorités d'occupation allemandes ont arrêté Bandera et les dirigeants de l'OUN et les ont envoyés dans des camps de concentration. Les dirigeants nazis choisissent une ligne dure : ils préservent le système de fermes collectives, déportent les populations locales dans la « Grande Allemagne » comme main-d'œuvre forcée et engagent la solution finale de la question juive sur le territoire de la République.
L'Ukraine est donc la première des républiques socialistes soviétiques à être envahie par l'Axe mais aussi la plus durement touchée. La population locale se bat, et Kyiv résiste à trois attaques allemandes, du 7 août au 26 septembre 1941.
Au prix d'énormes pertes, et démunie d'armes, l'Ukraine freine par sa résistance l'attaque allemande, ce qui ne permet pas à l'Axe d'atteindre les villes russes avant l'automne 1941 (Taganrog le 17 octobre et Rostov le 24 novembre).
Dans les autres villes, les Ukrainiens résistent à l'occupation nazie et forment les premiers détachements de partisans en Ukraine autour de Oleksiy Fedorov, Mykola Popoudrenko et Sydir Kovpak. Bien que leur objectif soit de libérer l’Ukraine, Stepan Bandera ne s'en fait jamais des alliés du fait de son emprisonnement précipité.

#### Opposants ukrainiens
Stepan Bandera a aussi des ennemis ukrainiens. Outre les rivaux de l’OUN-M, il fait exécuter des opposants, comme le directeur de lycée Ivan Babii qui interdit toute agitation politique à ses étudiants : il est tabassé avant d'être abattu de plusieurs balles dans le dos par un étudiant, qui se suicide par la suite.
En 1943, les jeunes Ukrainiens qui refusent de rejoindre l'UPA ou de participer aux meurtres de Polonais sont considérés comme traîtres et exécutés.

## Œuvres
- (uk) Stepan Bandera, Українська національна революція, а не тільки протирежимний резистанс [« Révolution nationale ukrainienne, et pas seulement résistance anti-régime »], RFA,‎ 1950.
- (uk) Stepan Bandera, Перспективи Української Революції [« Perspectives de la révolution ukrainienne »], Drohobych, Vidrodzhennia,‎ 1998.

## Postérité
Stepan Bandera est une figure controversée en Ukraine, certains le considérant, dans sa région natale, comme un héros national, d'autres comme un collaborateur des nazis. L'assassinat de Bandera par l'URSS confère à ce dernier un statut de martyr de l'indépendance côté ukrainien, tandis que les Soviétiques appellent indistinctement les nationalistes ukrainiens des « banderovtsi »,.

### Tentatives de réhabilitation

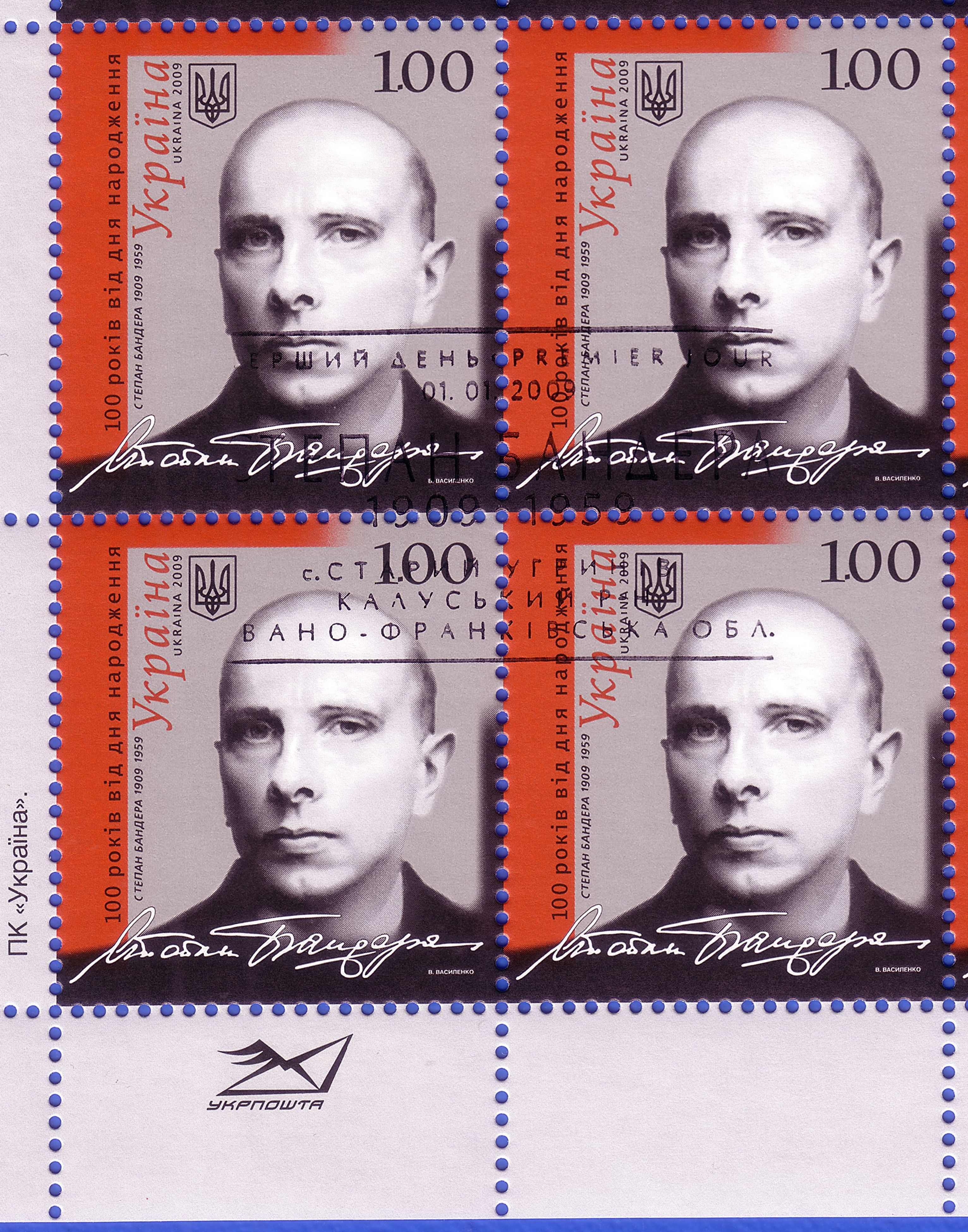
Timbre ukrainien commémorant le anniversaire de la naissance de Stepan Bandera.

Au printemps 2008, une émission télévisée et populaire « Les grands Ukrainiens » (« Velyki Ukrayintsi ») diffusé par la chaîne de télévision « Inter » dont le principe est de faire voter les téléspectateurs ukrainiens pour une personnalité ayant marqué l'histoire du pays révèle la popularité de Stepan Bandera. La participation se révèle être un succès en comptabilisant deux millions et demi de votes de téléspectateurs. Iaroslav le Sage est considéré comme étant « le plus grand Ukrainien de tous les temps » tandis que Stepan Bandera s'impose en troisième position comme étant le symbole de la lutte ukrainienne pour l'indépendance,.
Stepan Bandera est élevé à la dignité posthume de Héros d'Ukraine par un décret signé le 22 janvier 2010 par le président ukrainien Viktor Iouchtchenko « pour l'invincibilité de l'esprit dans la poursuite de l'idée nationale, l’héroïsme et le sacrifice dans le combat pour l'indépendance de l'État ukrainien. » Cette distinction provoque une vague de protestations dans la fédération de Russie, de la population russophone d'Ukraine ainsi que la désapprobation et des mises en garde du Parlement européen et d'associations d'anciens combattants en Europe. Des Ukrainiens russophones accusent Viktor Iouchtchenko de « blanchir un fasciste ».
En 2010, après l'arrivée au pouvoir de Viktor Ianoukovytch, le tribunal régional de Donetsk invalide le décret.
En février 2010, le député Andriy Paroubiy demande au Parlement européen de revenir sur son opposition à la décision prise par l'ancien président ukrainien Viktor Iouchtchenko d'attribuer à Stepan Bandera, le titre de Héros de l'Ukraine. Or la décision est rejetée en 2011 par le haut tribunal administratif d'Ukraine, sous le prétexte formel que Stepan Bandera, n'étant pas citoyen ukrainien, est inéligible à cette dignité, et l'attribution de ce titre est annulée.
La réhabilitation de Stepan Bandera et de son mouvement continue en automne 2014, quand Petro Porochenko remplace le Jour du défenseur de la patrie, fête de la tradition soviétique célébrée chaque année le 23 février, par la Journée des défenseurs de l'Ukraine le 14 octobre, date qui commémore la fondation de l'UPA.

### Héroïsation
L'organisation paramilitaire ukrainienne d'extrême droite Tryzoub, fondée en 1993 par le Congrès des nationalistes ukrainiens, utilise comme nom complet « Tryzoub, organisation pan-ukrainienne Stepan Bandera » (en ukrainien : Всеукраї́нська організа́ція «Три́зуб» і́мені Степа́на Банде́ри) dont l'objectif principal est de créer un État ukrainien indépendant.
Le 1er janvier 2014, le parti d'extrême droite Svoboda organise une marche aux flambeaux pour célébrer le 105e anniversaire de Stepan Bandera. À cette occasion, des manifestants qui scandent son nom, soulignent qu'il n'a jamais collaboré et combattu avec les nazis.
En avril 2015, Efraim Zuroff, directeur du centre Simon-Wiesenthal, déclare que cette marche sert « à cacher ou à minimiser le rôle des collaborateurs nazis locaux dans les crimes de l'Holocauste, à promouvoir le bobard de l'équivalence entre les crimes des nazis et ceux des communistes et à glorifier les résistants anti-communistes […], lesquels étaient des collaborateurs locaux nazis. »
Pour Edouard Dolinsky, directeur du Comité juif d'Ukraine, cette marche n'a rien à voir avec l'antisémitisme mais est plutôt un hommage aux efforts fournis par les Ukrainiens pour obtenir leur indépendance et à leur résistance face à l'agression russe. Quant à Shmuel Kaminezki, le grand rabbin de Dnipropetrovsk, il estime que la majorité des Ukrainiens ne soutient pas l'antisémitisme des organisateurs de cette marche. Il ajoute que Stepan Bandera n'a pas une image d'antisémite en Ukraine mais a plutôt celle d'un héros de la nation.
Le 1er janvier 2023, la célébration par les partisans de l'extrême droite ukrainienne de Stepan Bandera, qui se répète chaque année dans les rues de Kiev, n'a pas lieu. En effet, les manifestations sont interdites par la loi martiale, décrétée avec l'invasion de l'Ukraine par la Russie en 2022.

### Durant les crises en Ukraine en 2014
Pendant la crise de Crimée, le président russe Vladimir Poutine salue l'annexion de la péninsule par la fédération de Russie en déclarant que la Crimée « a été sauvée des nouveaux dirigeants ukrainiens qui sont les héritiers idéologiques de Bandera, le complice de Hitler pendant la Seconde Guerre mondiale. »
Dans la nuit du 16 au 17 août 2014, des inconnus ont essayé de creuser la tombe de Stepan Bandera dans le cimetière Waldfriedhof à Munich. Le consul ukrainien de Munich, Vadym Kostiuk, a confirmé les faits.

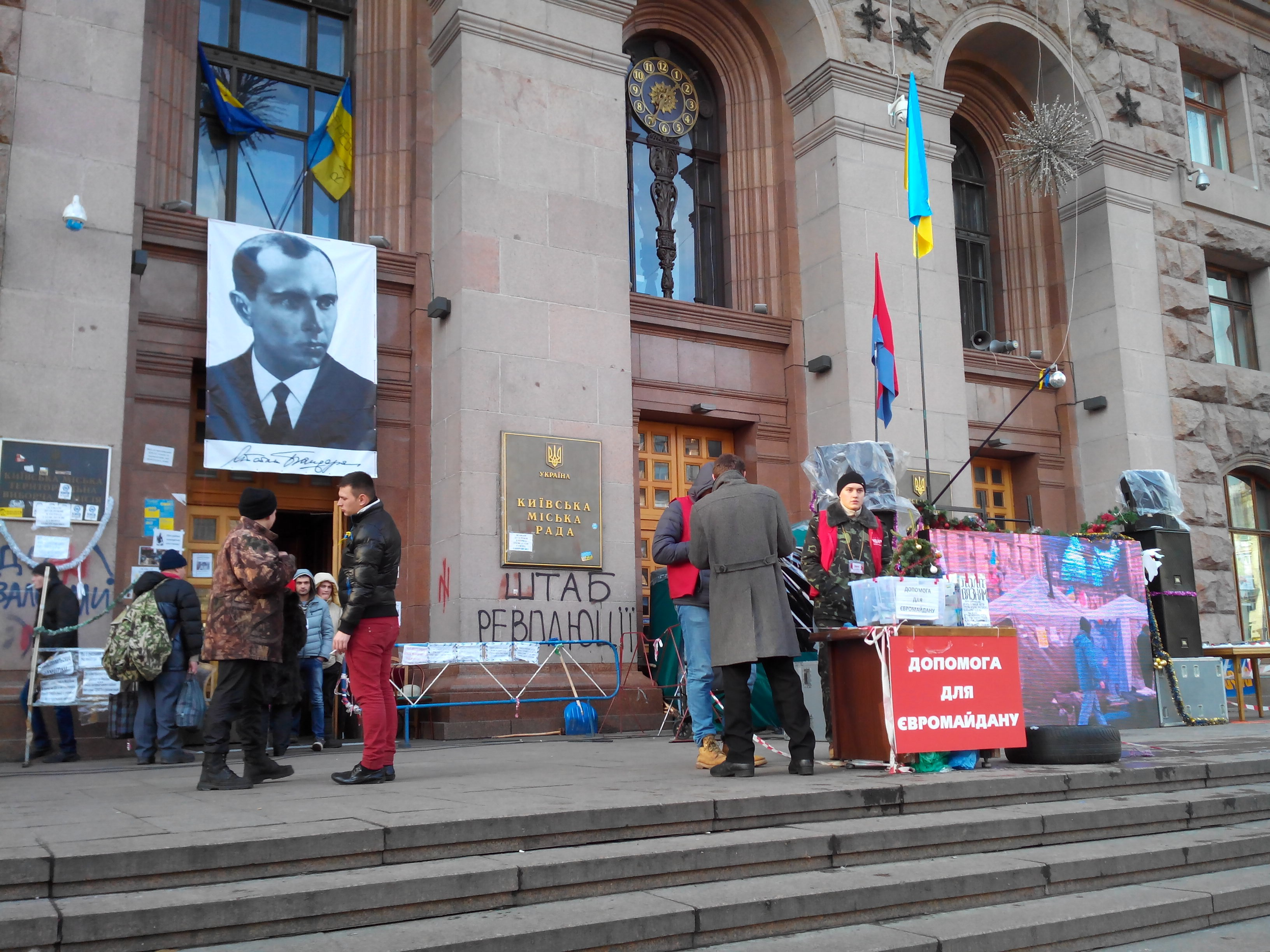
Stepan Bandera, icône de manifestants de l'Euromaïdan.
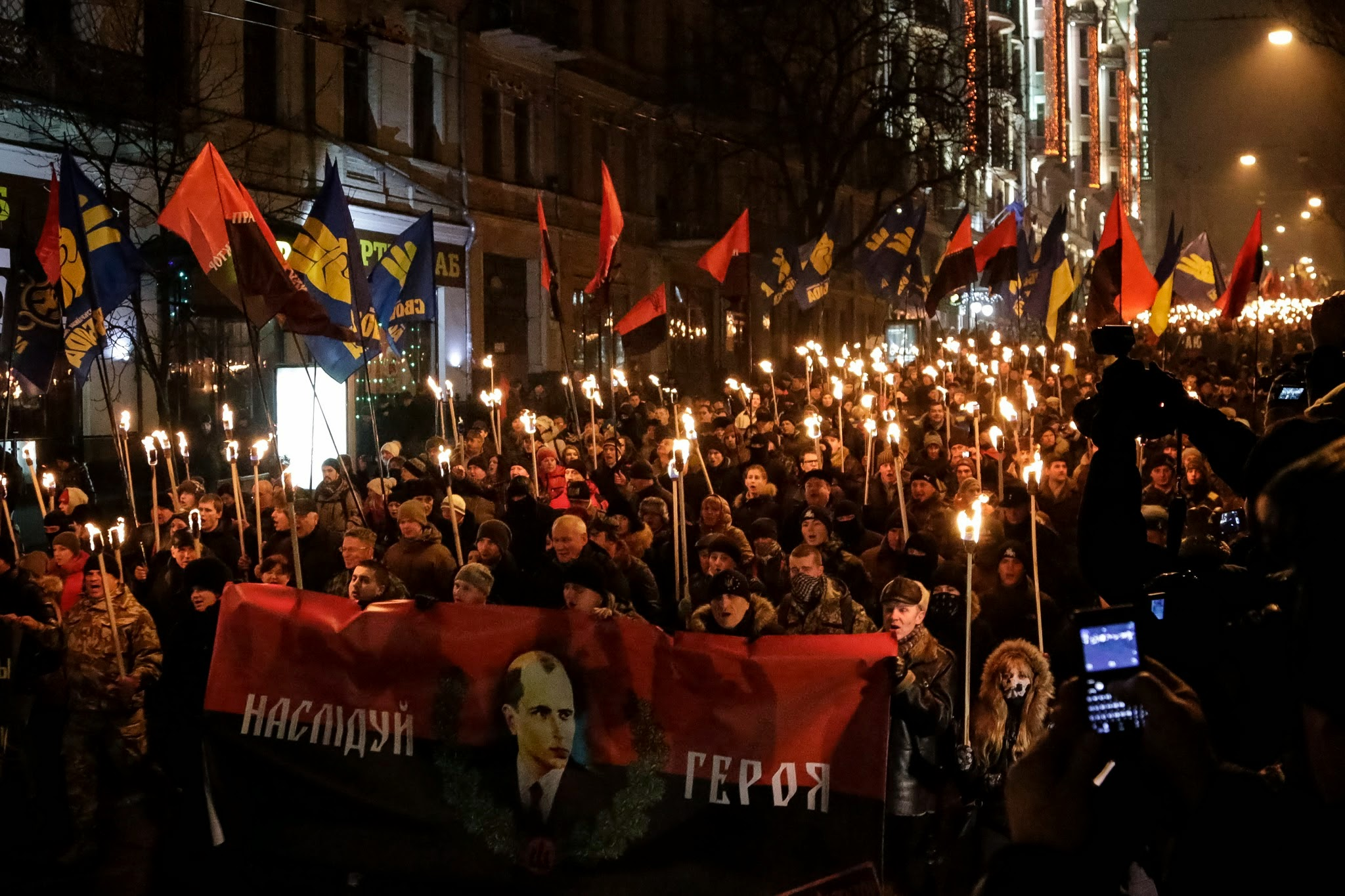
Marche commémorant la naissance de Stepan Bandera (2015).
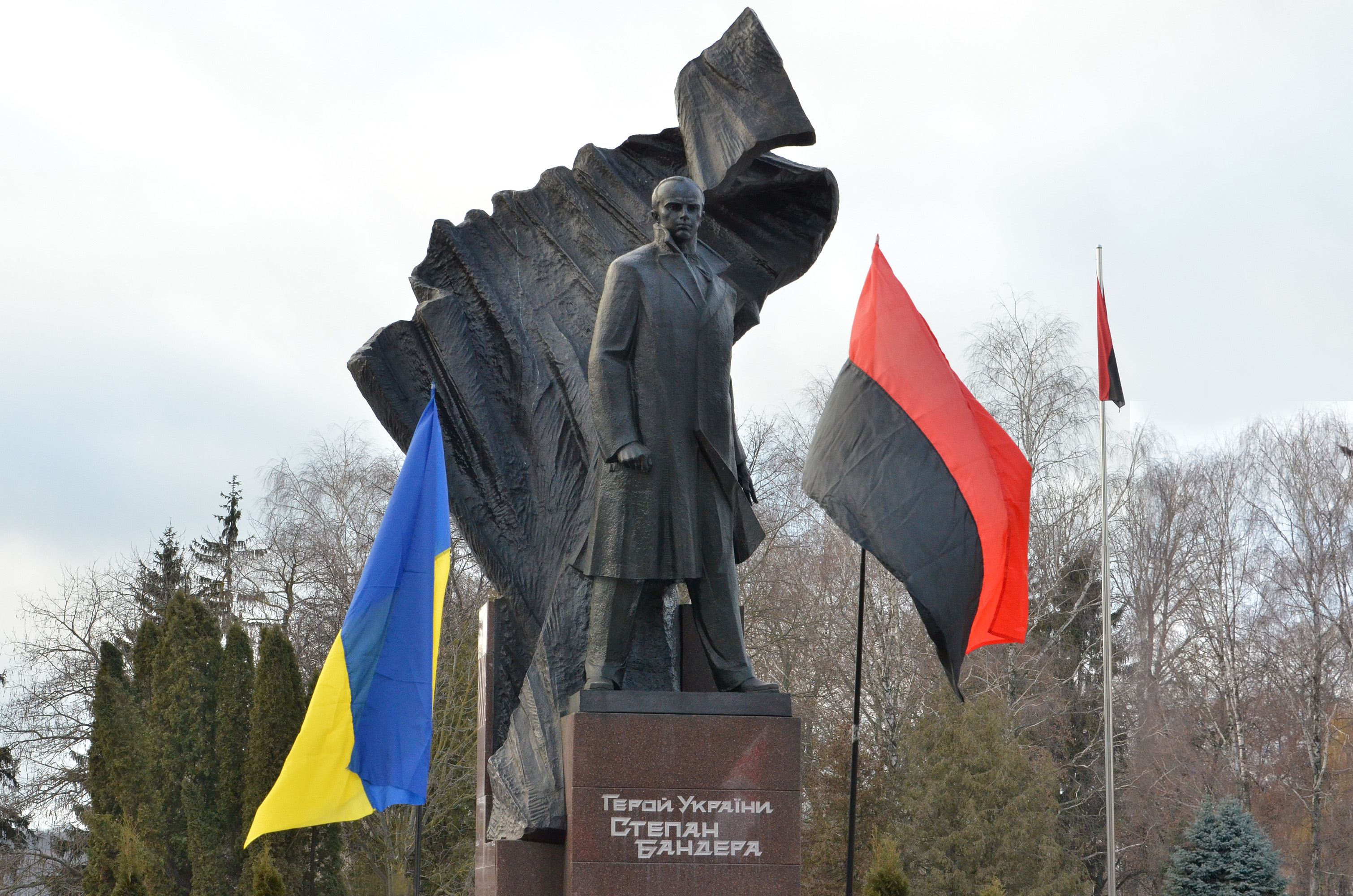
Monument à Stepan Bandera à Ternopil.